# لئو استرکس
لئو استرکس (انگلیسی: Leo Sterckx؛ زادهٔ ۱۶ ژوئیهٔ ۱۹۳۶) دوچرخه‌سوار اهل بلژیک است.
وی در مسابقات کشوری و بین‌المللی در مجموع برندهٔ ۱ مدال نقره شده‌است.